# Весли Снајдер
Весли Снајдер (хол. Wesley Sneijder; Утрехт 9. јун 1984) је бивши холандски фудбалер. Играо је за репрезентацију Холандије. 
Играо је на позицији играча везног реда, а 2010. УЕФА га је прогласила најбољим везним играчем те сезоне. Важио је за играча прецизног и снажног ударца, иако је мали по стасу (170 cm, 67 kg). 

## Биографија
Августа 2007. откупио га је Реал из Мадрида за 27 милиона евра. У прва три наступа за Реал постигао је четири гола и стекао стално место у првој постави. Дана 27. августа 2009. откупио га је Интер за 15 милиона евра. У клубу је добио број дреса 10. На крају сезоне 2009/10 са овим тимом осваја Лигу шампиона.
Играо је у репрезентацији Холандије на Европским првенствима 2004. и 2008, и на Светском првенству 2006. Поново је изабран у холандски тим за Светском првенству 2010., а наступао је за своју репрезентацију и на Светском првенству 2014.
Са Ајаксом је освојио првенство Холандије у сезони 2003/04 и куп у сезонама 2005/06, 2006/07. Са Реалом је освојио првенство и суперкуп Шпаније 2007/08. Са Интером осваја првенство и куп Италије 2009/10, као и Лигу шампиона исте сезоне.

## Трофеји

### Ајакс
- Првенство Холандије (1) : 2003/04.
- Куп Холандије (2) : 2005/06, 2006/07.
- Суперкуп Холандије (3) : 2002, 2005, 2006.

### Реал Мадрид
- Првенство Шпаније (1) : 2007/08.
- Суперкуп Шпаније (1) : 2008.

### Интер
- Првенство Италије (1) : 2009/10.
- Куп Италије (2) : 2009/10. и 2010/11.
- Суперкуп Италије (1) : 2010.
- Лига шампиона (1) : 2009/10.
- Светско првенство за клубове (1) : 2010.
- УЕФА суперкуп : финале 2010.

### Галатасарај
- Првенство Турске (2) : 2012/13, 2014/15.
- Куп Турске (3) : 2013/14, 2014/15, 2015/16.
- Суперкуп Турске (3) : 2013, 2015, 2016.